# Trận Lobositz
Trận Lobositz hay Lovosice cũng có thể là Lowositz diễn ra ngày 1 tháng 10 năm 1756 là một trận đánh trong Chiến tranh Bảy năm.